# Azorín
Pour les articles homonymes, voir José Martínez et Martínez.
Ne doit pas être confondu avec Eloy Azorín.
 (mai 2023).
La mise en forme du texte ne suit pas les recommandations de Wikipédia : il faut le « wikifier ».
Les points d'amélioration suivants sont les cas les plus fréquents. Le détail des points à revoir est peut-être précisé sur la page de discussion.
- Les titres sont pré-formatés par le logiciel. Ils ne sont ni en capitales, ni en gras.
- Le texte ne doit pas être écrit en capitales (les noms de famille non plus), ni en gras, ni en italique, ni en « petit »…
- Le gras n'est utilisé que pour surligner le titre de l'article dans l'introduction, une seule fois.
- L'italique est rarement utilisé : mots en langue étrangère, titres d'œuvres, noms de bateaux, etc.
- Les citations ne sont pas en italique mais en corps de texte normal. Elles sont entourées par des guillemets français : « et ».
- Les listes à puces sont à éviter, des paragraphes rédigés étant largement préférés. Les tableaux sont à réserver à la présentation de données structurées (résultats, etc.).
- Les appels de note de bas de page (petits chiffres en exposant, introduits par l'outil «  Source ») sont à placer entre la fin de phrase et le point final[comme ça].
- Les liens internes (vers d'autres articles de Wikipédia) sont à choisir avec parcimonie. Créez des liens vers des articles approfondissant le sujet. Les termes génériques sans rapport avec le sujet sont à éviter, ainsi que les répétitions de liens vers un même terme.
- Les liens externes sont à placer uniquement dans une section « Liens externes », à la fin de l'article. Ces liens sont à choisir avec parcimonie suivant les règles définies. Si un lien sert de source à l'article, son insertion dans le texte est à faire par les notes de bas de page.
- La présentation des références doit suivre les conventions bibliographiques. Il est recommandé d'utiliser les modèles {{Ouvrage}}, {{Chapitre}}, {{Article}}, {{Lien web}} et/ou {{Bibliographie}}. Le mode d'édition visuel peut mettre en forme automatiquement les références.
- Insérer une infobox (cadre d'informations à droite) n'est pas obligatoire pour parachever la mise en page.

Pour une aide détaillée, merci de consulter Aide:Wikification.
Si vous pensez que ces points ont été résolus, vous pouvez retirer ce bandeau et améliorer la mise en forme d'un autre article.
José Augusto Trinidad Martínez Ruiz, plus connu sous le pseudonyme d'Azorín (Monóvar, province d'Alicante; 8 juin 1873 - Madrid, 2 mars 1967) est un écrivain espagnol. Romancier et essayiste renommé, il est membre de la génération de 98 et l'un des critiques littéraires espagnols les plus importants de son temps.
Sa production littéraire se divise principalement en deux catégories : essai et roman. Il a écrit également quelques œuvres théâtrales et expérimentales qui n'ont rencontré que peu de succès.
Comme essayiste, il a consacré une grande part de son attention au paysage espagnol et la réinterprétation impressionniste des œuvres de la littérature classique.
En tant qu'homme politique, il occupe le siège de député aux Cortes pour le parti conservateur cinq fois consécutives, entre 1907 et 1919 (deux districts d'Almeria, Sorbas, Purchena et Puenteareas à Pontevedra)

## Biographie
Né le 8 juin 1873 à Monóvar, Alicante, son nom complet est José Augusto Trinidad Martínez Ruiz. Son père, originaire de Yecla (Murcia) était avocat à Monóvar et possédait une grande demeure. Membre du Partido Liberal-Conservador, il fut maire, député et un soutien de Francisco Romero Robledo. Sa mère naquit à Petrel. Aîné d’une fratrie de neuf enfants, José Augusto grandit dans une famille bourgeoise aisée. Il fut interne pendant huit ans au collège de los Escolapios de Yecla, étape reflétée dans ses deux premiers romans, à fort contenu autobiographique. De 1888 à 1896 il étudia le droit à Valence où il s’intéressa au krausisme, à l’anarchisme, et se livrera à des lectures littéraires et politiques. Il fit ses premiers pas dans le journalisme sous le pseudonyme de Fray José dans les colonnes de La Educación Católica de Petrer, et sous celui de Juan de Lis dans El Defensor de Yecla. Il écrivit également dans El Eco de Monóvar, El Mercantil Valenciano et même dans El Pueblo, le journal de Vicente Blasco Ibáñez. Ses critiques théâtrales portaient presque toujours sur des œuvres à fort contenu social (il fit l’éloge de celles de Ángel Guimerá et de Benito Pérez Galdós, et aussi du Juan José de Joaquín Dicenta) et laissaient paraître des penchants anarchistes. Il traduit L’Intruse de Maurice Maeterlinck, la conférence d'A. Hamon De la patrie ou Les prisons de Kropotkine. En 1895 il publia deux essais, Anarquistas literarios et Notas sociales, dans lesquels il présentait les principales théories anarchistes.
Après un bref passage par Valence, il arrive à Madrid le 25 novembre 1896 afin de poursuivre ses études, et débute dans le journalisme républicain au sein de journaux comme El País (1896), d’où il sera renvoyé, ou encore El Progreso (1897), le journal d’Alejandro Lerroux. Il recevra le soutien de Leopoldo Alas Clarín, travaillant dans un de ses Paliques, comme critique sous différents pseudonymes (Cándido, Ahrimán, Charivari, Este...).
Peu à peu, son nom apparait plus fréquemment dans les journaux et les revues comme la Revista Nueva, Juventud (ou il signera aux côtés de Pío Baroja et Ramiro de Maeztu comme le grupo de los Tres), Arte Joven, El Globo, Alma Española, España, El Imparcial et ABC. Au même moment, il publie des feuillets et des livres. Il écrit une trilogie de romans autobiographiques d’où provient son pseudonyme définitif, Azorín, avec lequel il signera à partir de 1904 : La Voluntad (1902), Antonio Azorín et Las Confesiones de un pequeño filósofo.
À partir de 1905, la pensée et la littérature d’Azorín sont déjà installées dans le conservatisme. Il commence à collaborer avec ABC, où il participe activement à la vie politique. Antonio Maura et surtout le ministre Juan de la Cierva y Peñafiel  deviennent ses principaux soutiens.

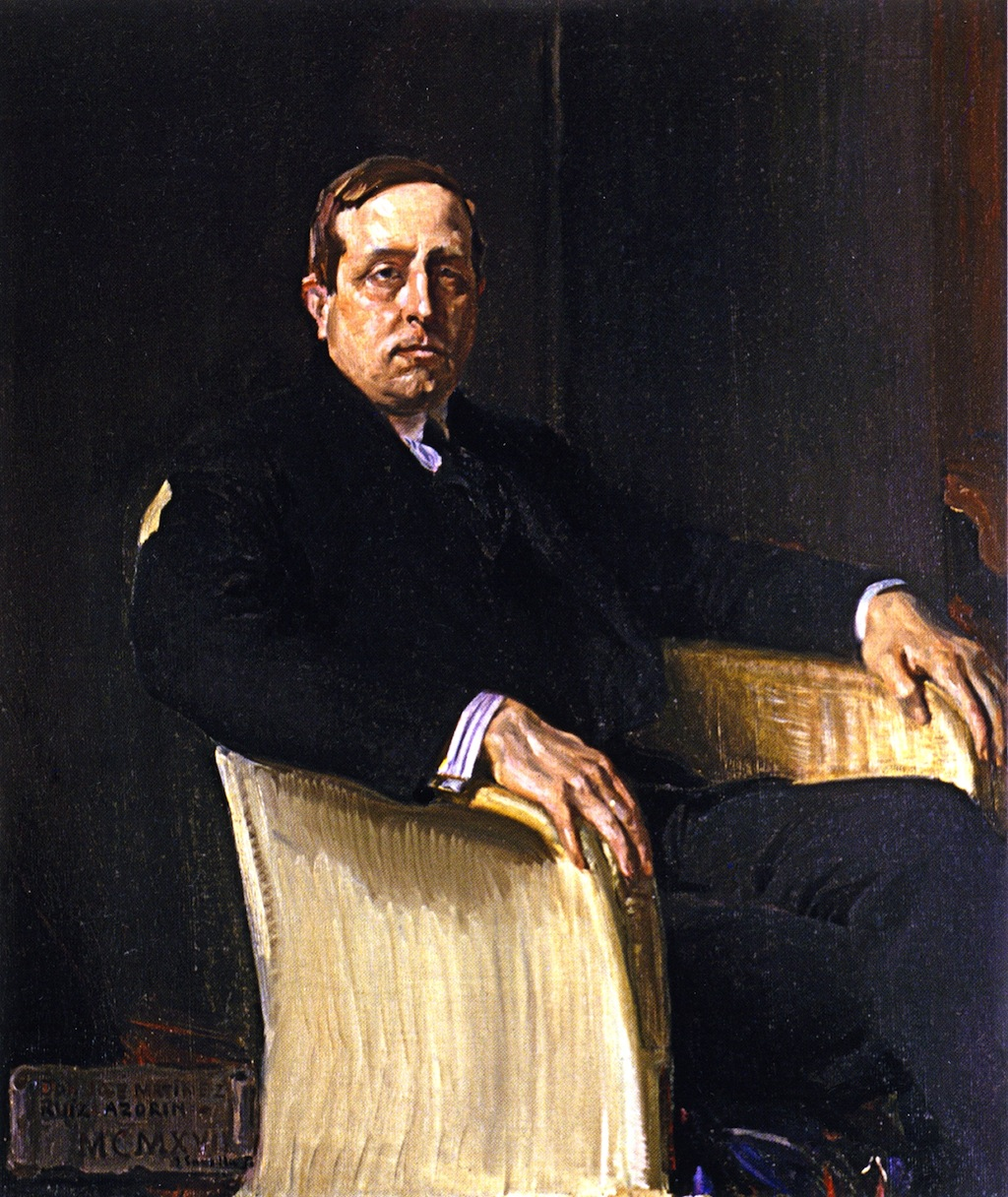
José Martínez Ruiz (Azorín), 1917
Joaquín Sorolla
The Hispanic Society of America, New York

Entre 1907 et 1919 il est par cinq fois député, et vice-secrétaire de Instrucción Publica deux fois, en 1917 et 1919. Bien que critique envers le régime politique de la Restauration, qu’il tenait pour corrompu, il finit par s’y intégrer. Il avait derrière lui une grande carrière dans la presse madrilène lorsqu’il rejoint les files barcelonaises de La Vanguardia comme critique littéraire. Grâce au directeur Miquel dels Sants Oliver, Azorín publia dans ce journal près de deux cents articles entre 1914 et 1917, faisant de Barcelone la capitale littéraire qui fera connaitre la generación del 98.
Azorín voyagea dans toute l’Espagne et approfondit sa connaissance des classiques du Siècle d’Or espagnol. La période politique de Primo de Rivera ralentit de manière importante l’activité publique d’Azorín, qui refusa d’accepter quelque poste politique que ce soit de la main de Primo de Rivera. En 1942, il fut élu membre de la Real Academia Española.
À l’annonce de la Guerre Civile, il fuit le Madrid du Front Populaire, et se réfugie en France avec son épouse, Julia Guinda Urzanqui (1876-1974). En 1966, résultat de son séjour à Paris, il écrira ses impressions de la capitale française dans Paris. Une fois la Guerre Civile terminée, il rejoint l’Espagne grâce au Ministre de l’Intérieur, Ramón Serrano Suñer, à qui il dédiera en 1955 « con viva gratitud » son oeuvre El pasado (Biblioteca Nueva, Madrid). En 1946 il fut décoré de la grande croix de l’Ordre d’Alphonse X le Sage.

Au cours de ses dernières années, il démontra une véritable passion pour le cinéma. Pour son activité journalistique dans le monde cinématographique, le Círculo de Escritores Cinematográficos lui remis en 1950 la Médaille de la meilleure oeuvre littéraire. Le 5 juillet 1963, il fut nommé fils adoptif de la ville d’Alicante. Il mourut le 2 mars 1967 à Madrid, au 21 de la Rue Zorilla. Il fut inhumé dans le cimetière de San Isidro où le rejoindra son épouse en 1974, avant que leurs restes ne soient finalement transférés à Monóvar en 1990.

## Œuvre
Son œuvre, comme plus généralement celle de la génération du 98, s'inscrit dans le mouvement de rénovation littéraire du modernisme européen (un mouvement qu'il faut distinguer du modernisme hispanique, courant littéraire lancé par le poète nicaraguayen Ruben Dario). On a pu voir considérer 1902, où furent publiés quatre romans profondément novateurs, comme une année fondamentale pour la littérature espagnole et européenne. Baroja publie alors Camino de perfección ; Unamuno, Amor y pedagogía ; José Martinez Ruiz (Azorín), La voluntad ; Valle-Inclán, Sonata de otoño (les trois premiers sont publiés par la maison d’édition barcelonaise Henrich y Cía, dans la collection Biblioteca de Novelistas del Siglo XX). 
La production littéraire d’Azorín se divise principalement en deux parties : essais et romans. Il écrivit également quelques pièces de théâtre, expérimentales, qui ne connurent que peu de succès.
Son œuvre littéraire possède aussi une grande valeur stylistique. Son écriture, particulière, se caractérise par l’usage de phrases courtes et d'une syntaxe simple, l’abondance d'un lexique vériste et des séries de deux ou trois adjectifs séparés par des virgules. Bien qu’il existe un débat entre les critiques, l’idée d’un style impressionniste symboliste semble s’imposer, ancré dans la littérature symboliste francophone, provenant tant de France (Baudelaire, Joris-Karl Huysmans) que de Belgique (Rodenbach, Maeterlinck). Parmi ses techniques littéraires les plus innovantes, on retrouve, à la manière de Virginia Woolf, l’emploi de personnages qui vivent en même temps dans différentes époques de l’histoire, comme Don Juan ou Inès, mêlant à la fois le mythe et l’éternel retour.

### Essai
Comme essayiste, il se pencha principalement sur deux thèmes : Le paysage espagnol et la réinterprétation impressionniste des œuvres littéraires classiques. Dans ses essais dédiés à la situation espagnole, il est possible d’observer le processus évolutif qui marqua la génération du 98 : si dans ses premières œuvres il examine des aspects concrets de la réalité espagnole et analyse les graves problèmes de l’Espagne, dans Castilla (1912) son objectif est d’approfondir dans la tradition espagnole (des réflexions qui surgissent de manière spontanée à partir de petites observations du paysage), avec un sens temporel cyclique inspiré de Nietzsche.  
Parmi les essais littéraires d’Azorín se démarquent Ruta de Don Quijote (1905), Clásicos y modernos (1913), Los valores literarios (1914) et Al margen de los clásicos (1915). Dans ces essais, son intention n’est pas de produire une étude détaillée des textes, mais bien d’éveiller la curiosité et l’intérêt en proposant une lecture impressionniste de ces derniers, qui ne relève que les éléments des textes qui sont les plus significatifs de la personnalité de leur auteur. Ainsi, il se limite à exprimer ses impressions et réflexions personnelles sur la littérature espagnole. Se démarque également La Andalucía trágica. Il s’agit d’un essai daté de 1904-1905 qui fut publiée dans une réédition de Los pueblos datée de 1914 . Azorín se rendra en Andalousie et parcourra les alentours de Séville. Il enverra des chroniques à El Imparcial et le Gouvernement se verra gêné, ce pourquoi il demandera au directeur du journal qu’il n’en envoie plus. Cependant il publiera encore un entretien qui lui vaudra d'être exclus du journal et le conduira à travailler pour ABC. 

### Roman
Les seize romans d’Azorín pourraient être qualifiés de romans lyriques, sous-genre littéraire propre à la modernité, bien qu’enracinés dans le Romantisme allemand et le symbolisme français, très cultivé par certains auteurs de la génération du 98 et du 14. Le roman lyrique suppose une fusion des genres romanesque et poétique. Ce sont des romans qui présentent une forte rupture avec le canon romanesque de la littérature classique du XIXe siècle. Selon certains auteurs (comme Martínez Cachero), ses romans pourraient se classer, par l’évolution du style malgré le maintien d’une certaine unité, en quatre périodes :  
- La première période se caractérise par la dominance d’éléments autobiographiques et des impressions suscitées par le paysage. Le protagoniste est Antonio Azorín (duquel il tirera son pseudonyme), un personnage de fiction qui devient la conscience de son créateur. Ces romans sont un prétexte pour développer les expériences vitales et culturelles de l’auteur. On y compte:  Diario de un enfermo (1901), La voluntad (1902), Antonio Azorín (1903) et Las confesiones de un pequeño filósofo (1904). Ces trois dernières étant considérées par José María Martínez Cachero (dans son œuvre Las novelas de Azorín) comme le cycle d'Antonio Azorín, étant donné qu’il en est le personnage principal. Plus tard, l’auteur adoptera ce pseudonyme en 1904, après la publication de Las confesiones[14].
- Dans la seconde période, Azorín abandonna les éléments autobiographiques, bien qu’il ait continué de refléter ses propres inquiétudes dans ses personnages : la fatalité, l’obsession pour le temps, le destin, etc…. Sont de cette seconde période les romans : El licenciado vidriera (visto por Azorín), de 1915, aussi connu comme Tomás Rueda, et particulièrement Don Juan (1922) et Doña Inés (1925), réinterprétation littéraire et très personnelles du mythe littéraire de Don Juan. Ces deux romans sont considérés par Martinez Cachero comme le sommet de la production romanesque d'Azorín[15].
- Félix Vargas (1928), Superrealismo (1929) et Pueblo (1930), qui caractérisent la troisième période, sont des romans expérimentaux. De fait, Azorín, qui publiait depuis plus de cinquante ans, fut considéré par le groupe de jeunes écrivains vanguardistas comme l’un des leurs, tant son œuvre était en adéquation avec leur volonté de rupture[16]. Vargas Llosa considère même Pueblo comme l’un des meilleurs romans de l’écrivain levantin[17].
- Après un relatif silence induit par le conflit civil espagnol, Azorín renoue avec le roman en publiant El escritor (1942), El enfermo (1943), Capricho (1943), La isla sin aurora (1944), María Fontán (1944), et son dernier roman, Salvadora de Olbena (1944)[18].

### Théâtre
Malgré le goût prononcé d’Azorín pour le théâtre, ses œuvres ne rencontrèrent pas le succès auprès des publics populaires. Sa production théâtrale est la suivante : Old Spain (1926), Brandy, mucho brandy (1927), Comedia del arte (1927) et la trilogie Lo invisible, rattachée à l’esthétique expressionniste de laquelle font aussi partie La arañita en el espejo, El segador et Doctor Death, de 3 a 5, considérée par certains critiques comme sa meilleure production dramatique. Francisco Ruiz Ramón résume de la sorte la production théâtrale d’Azorín :
1. Azorín met en avant l’importance et la liberté créatrice du metteur en scène et des acteurs.
2. Il cherche à approfondir les relations entre la technique cinématographique et la technique théâtrale.
3. Il met l’accent sur l’apparition du monde du subconscient sur la scène.
4. La nouvelle réalité théâtrale, en accord avec les nouvelles nécessités de la nouvelle société et le rythme de la vie moderne, doit être « rápida, tenue y contradictoria ».
5. . Supprimer ou réduire au minimum les indications scéniques.
6. C’est le monde intérieur, le monde des idées et des problèmes de l’esprit et de l’imagination qui doivent fournir la matière au dramaturge.

L’intention d’Azorín est de libérer le théâtre espagnol de tout provincialisme et de l’élever au rang de théâtre européen. Mais la mentalité espagnole n’était pas prête à assumer ses nouvelles propositions dramatiques. Ainsi le théâtre d’Azorín, ainsi que celui de Ramón Maria del Valle Inclán et Miguel de Unamuno, n’aura connu que peu de succès. En 2012 les professeurs Antonio Díez Mediavilla (Université d’Alicante) et Mariano de Paco (Université de Murcie) ont découvert une œuvre oubliée de la production théâtrale d’Azorín. Les spécialistes récupérèrent le texte et le titre original de l’œuvre Ifach,.

### Liste d’œuvres
Liste élaborée principalement à partir de l’œuvre de E. Inman Fox, Azorín: guía de la obra completa (Madrid, Castalia, 1992). Azorín est le pseudonyme principal de José Martínez Ruiz, qui publia aussi sous ce nom, et sous les pseudonymes Cándido ou Ahrimán. Pour cette raison, les œuvres publiées sous un autre nom que Azorín verront leur autorité précisée.
- (Cándido), La crítica literaria en España (discurso pronunciado en el Ateneo Literario de Valencia en sesión del 4 de febrero de 1893), Valencia, Imprenta de Francisco Vives Mora, 1893.
- (Cándido), Moratín (Esbozo), Madrid/Valencia, Librería de Fernando Fe, 1891.
- (Arhimán), Buscapiés (Sátiras y críticas), Madrid/Valencia, Arhimán, 1894.
- (José Martínez Ruiz), Notas sociales (vulgarización), Madrid/Valencia, José Martínez Ruiz, 1895.
- (José Martínez Ruiz), Anarquistas literarios (Notas sobre la literatura española) Madrid/Valencia, José Martínez Ruiz, 1895.
- (José Martínez Ruiz), Literatura, folleto primero, Madrid, José Martínez Ruiz, 1895.
- (José Martínez Ruiz), Charivari (Crítica discordante), Madrid, 1897.
- (José Martínez Ruiz), Bohemia (cuentos), Madrid, V. Vela Impresor, 1897.
- (José Martínez Ruiz), Soledades, Madrid, Librería de Fernando Fé, 1898.
- (José Martínez Ruiz), Pécuchet, demágogo (fábula), Madrid, Bernardo Rodríguez, 1898.
- (José Martínez Ruiz), La evolución de la crítica, Madrid, Librería de Fernando Fe, 1899.
- (José Martínez Ruiz), La sociología criminal (Prólogo de F. Pi y Margall), Madrid, 1899.
- (José Martínez Ruiz), Los Hidalgos (la vida en el siglo XVII), Madrid, Ricardo Fe, 1900.
- (José Martínez Ruiz), El alma castellana (1600-1800), Madrid, Librería Internacional Fernández Villegas y compañía, 1900.
- (José Martínez Ruiz), Diario de un enfermo, Madrid, Est. Tip. de Ricardo Fé, 1901.
- (José Martínez Ruiz), La fuerza del amor (Tragicomedia) (Prologue de Pío Baroja), Madrid, La España Editorial, 1901.
- (José Martínez Ruiz), La voluntad, Barcelona, Henrich y Cía., Biblioteca de novelistas del siglo xx, 1902. (Lors de la seconde édition, en 1913, Renacimiento, apparait avec Azorín comme auteur.)
- (José Martínez Ruiz), Antonio Azorín. Pequeño libro en que se habla de la vida de este peregrino señor, Madrid, Viuda de Rodríguez Serra, 1903. (Lors de la seconde édition, en 1913, Renacimiento, aparait avec Azorín comme auteur.)
- (José Martínez Ruiz), Las confesiones de un pequeño filósofo, Madrid, Librería de Fernando Fé, 1904. (Augmentée en 1909 et lors des éditions suivantes.)
- Los pueblos (Ensayos sobre la vida provinciana), Madrid, Biblioteca Nacional y Extranjera, Leonardo Williams, Editor, 1905.
- La ruta de Don Quijote, Madrid, Biblioteca Nacional y Extranjera, Leonardo Williams, Editor, 1905.
- El político, Madrid, Librería de los Suc. de Hernando, 1908.
- España. Hombres y paisajes, Madrid, Librería de Francisco Beltrán, 1909.
- La Cierva, Madrid, Librería de los Suc. de Hernando, 1910.
- Lecturas españolas, Madrid, Imprenta de la "Revista de Archivos", 1912.
- Castilla, Madrid, Tip. de la "Revista de Archivos", 1912.
- Clásicos y Modernos, Madrid, Renacimiento, 1913.
- Los valores literarios, Madrid, Renacimiento, 1914.
- Un Discurso de La Cierva, Madrid, Renacimiento, 1914.
- Al margen de los clásicos, Madrid, Publicaciones de la Residencia de Estudiantes, 1915.
- El Licenciado Vidriera (visto por Azorín). En el tricentenario de Cervantes, Madrid, Publicaciones de la Residencia de Estudiantes, 1915.
- Rivas y Larra. Razón social del romanticismo en España, Madrid, Renacimiento, 1916.
- Un pueblecito (Riofrío de Ávila), Madrid, Publicaciones de la Residencia de Estudiantes, 1916.
- Parlamentarismo español (1904-1916), Madrid, Casa Editorial Calleja, 1916.
- Páginas escogidas, Madrid, Casa Editorial Calleja, 1917.
- Entre España y Francia (páginas de un francófilo), Barcelona, Bloud y Gay editores, 1917.
- El paisaje de España visto por los españoles, Madrid, Renacimiento, 1917.
- Madrid. Guía sentimental, Madrid, Biblioteca Estrella, 1918.
- París, bombardeado (mayo-junio 1918), Madrid, Renacimiento, 1919.
- Fantasías y devaneos (Política, literatura, naturaleza), Madrid, Rafael Caro Raggio: Editor, 1920.
- Los dos Luises y otros ensayos, Madrid, Rafael Caro Raggio: Editor, 1921.
- Don Juan (Novela), Madrid, Rafael Caro Raggio: Editor, 1922.
- De Granada a Castelar, Madrid, Rafael Caro Raggio: Editor, 1922.
- El chirrión de los políticos (Fantasía moral), Madrid, Rafael Caro Raggio: Editor, 1923.
- Una hora de España (1560-1590), Madrid, Rafael Caro Raggio, 1924.
- Racine y Molière, Madrid, Cuadernos Literarios de "La Lectura", 1924.
- Los Quinteros y otras páginas, Madrid, Rafael Caro Raggio: Editor, 1925.
- Doña Inés (Historia de amor), Madrid, Editorial Caro Raggio, 1925.
- Old Spain, Madrid, Editorial Caro Raggio, 1926.
- Brandy, mucho brandy, Madrid, Editorial Caro Raggio, 1927.
- Comedia del Arte, Madrid, Prensa Moderna, 1927.
- [Con Pedro Muñoz Seca], El Clamor, Madrid, Sociedad de Autores Españoles, 1928.
- Lo invisible (Trilogía), Madrid, Prensa Moderna, 1928.
- Félix Vargas (Etopeya), Madrid, Biblioteca Nueva, 1928.
- Andando y paseando (Notas de un transeúnte), Madrid, Biblioteca de Ensayos, 1929.
- Blanco en Azul (Cuentos), Madrid, Biblioteca Nueva, 1929.
- Superrealismo (Prenovela), Madrid, Biblioteca Nueva, 1929.
- Maya, Madrid, La Farsa, 1930.
- Angelita (Auto sacramental), Madrid, Biblioteca Nueva, 1930.
- Pueblo (novela de los que trabajan y sufren), Madrid, Biblioteca Nueva, 1930.
- Cervantes, o la casa encantada, comedia en tres actos y un epílogo, 1931.
- Lope en silueta (con una aguja de navegar Lope), Madrid, Ediciones del Árbol, 1935.
- La guerrilla, Madrid, La Farsa, 1936.
- Trasuntos de España (páginas electas), Buenos Aires, Colección Austral, 1938.
- Españoles en París (1939), Buenos Aires, Colección Austral, 1939.
- En torno a José Hernández (Nueve fantasías acerca del autor de "Martín Fierro"), Buenos Aires, Sudamericana, 1939.
- Pensando en España (Cuentos o evocaciones del pasado español, escritos en París, 1939), Madrid, Biblioteca Nueva, 1940.
- Valencia, Madrid, Biblioteca Nueva, 1941.
- Madrid (La generación y el ambiente del 98), Madrid, Biblioteca Nueva, 1941.
- El Escritor (Novela), Madrid, Colección Austral, 1942.
- Cavilar y contar (cuentos), Barcelona, colección Ánfora y Delfín de la Editorial Destino, 1942.
- Sintiendo a España (Cuentos), Barcelona, Biblioteca de Autores Hispánicos de la Editorial Tartessos, 1942.
- Farsa docente, comedia en tres actos, 1942.
- El Enfermo (Novela), Madrid, Colección La Tortuga en las Ediciones Adán, 1943.
- Memorias, en Obras Selectas, Biblioteca Nueva, 1943.
- Salvadora de Olbena (Novela romántica), Barcelona, Edit. Lara 1944; Zaragoza, Ediciones Cronos 1944.
- París, Madrid, Biblioteca Nueva, 1945.
- Memorias inmemoriales, Madrid, Biblioteca Nueva, 1946.
- Con Cervantes, Buenos Aires, Colección Austral #747, Espasa Calpe, 1947.
- Con permiso de los cervantistas, Madrid, Biblioteca Nueva, 1948.
- Con bandera de Francia, Madrid, Biblioteca Nueva, 1950.
- El libro de levante, Buenos Aires, Editorial Losada, 1952
- El cine y el momento, Madrid, Biblioteca Nueva, 1953.
- El oasis de los clásicos, Madrid, Biblioteca Nueva, 1952.
- Pintar como querer, Madrid, Biblioteca Nueva, 1954.
- El pasado, Madrid, Biblioteca Nueva, 1955.
- Escritores, Madrid, Biblioteca Nueva, 1956.
- Dicho y hecho, Madrid, Biblioteca Nueva, 1957.
- La isla sin aurora, Madrid, Biblioteca Nueva, 1958.
- De un transeúnte (1958)[21].
- Agenda, Madrid, Biblioteca Nueva, 1959.
- Pasos quedos, Madrid, Escelicer, 1959.
- De Valera a Miró, Madrid, Afrodisio Aguado, 1959.
- Ejercicios de castellano, Madrid, Biblioteca Nueva, 1960.
- Postdata, Madrid, Biblioteca Nueva, 1961.
- Mis Mejores Páginas, Barcelona, Editorial Mateu, 1961.
- Varios hombres y alguna mujer, Barcelona, Aedos, 1962.
- Historia y vida, Madrid, Colección Austral #1314, Espasa Calpe, 1962.
- En lontananza, Madrid, Bullón, 1963.
- Los recuadros, Madrid, Biblioteca Nueva, 1963.
- [Con Jorge Campos], Conversaciones con Azorín, Madrid, Taurus, 1964.
- España clara, Madrid, Doncel, 1966.
- Los médicos, Valencia, Prometeo, 1966.
- Ni sí, ni no, Barcelona, Destino, 1966.
- París, Madrid, Biblioteca Nueva, 1966 (segunda edición, con un proemio del autor).
- Teatro de Azorín, Madrid, Escelicer, 1966.
- Ultramarinos, Barcelona, Edhasa, 1966.
- La amada España, Barcelona, Destino, 1967.
- Crítica de años cercanos, Madrid, Taurus, 1967.
- Tiempo y paisaje. Visión de España, Madrid, AECI, 1968.
- El artista y el estilo, Madrid, Aguilar, 1969.
- Lo que pasó una vez, Barcelona, Lumen, 1970.
- Tiempos y cosas, Barcelona, Salvat, 1971.
- Artículos olvidados de J. Martínez Ruiz, Madrid, Narcea, 1972.
- El caballero inactual, Madrid, Espasa Calpe, 1972.
- Rosalía de Castro y otros motivos gallegos, Lugo, Celta, 1973.
- Cada cosa en su sitio, Barcelona, Destino, 1974.
- Y pudo ser así, Almacenes Generales de Papel, 1974.
- Las Terceras de ABC, Madrid, Prensa Española, 1976.
- Un hidalgo, Ediciones de Arte y Bibliofilia, 1976.
- Yecla y sus hombres en mi memoria, 1979.
- Política y literatura, Madrid, Alianza, 1980.
- La hora de la pluma: periodismo de la dictadura y la república, Valencia, Pre-Textos, 1987.
- Azorín-Unamuno: cartas y escritos complementarios, Generalitat Valenciana, 1990.
- Fabia Linde y otros cuentos, Ateneo Literario de Yecla, 1992.
- Artículos anarquistas, Barcelona, Lumen, 1992.
- Saavedra Fajardo, Murcia, Academia Alfonso X el Sabio, 1993.
- Ecos del tiempo: textos breves, Alicante, Aguaclara, 1993.
- Judit: tragedia moderna, Alicante, Caja de Ahorros del Mediterráneo, 1993.
- Páginas escogidas, Alicante, Aitana, 1995.
- Cinematógrafo: artículos sobre cine y guiones de películas (1921-1964), Valencia, Pre-Textos, 1995.
- Los norteamericanos, Instituto Alicantino de Cultura Juan Gil-Albert, 1999.
- Cuentos y memorias, Madrid, Ediciones de la Torre, 2000.
- La bolita de marfil: cuentos, Madrid, Biblioteca Nueva, 2002.
- Andalucía: cinco miradas críticas y una divagación, Sevilla, Fundación Juan Manuel Lara, 2003.
- Lo que lleva el rey Gaspar : cuentos de Navidad, Madrid, Clan, 2003.
- El buen Sancho, Madrid, Biblioteca Nueva, 2004.
- Le Journal d'un malade (Diario de un enfermo, 1901)
- L'Itinéraire de Don Quichotte (La ruta de Don Quijote, 1905)
- Surréalisme. Pré-roman. Avant-propos et traduction de Christian Manso; préface de José Payá Bernabé. Paris: José Corti, 1989, collection « Ibériques ».
- Les confessions d'un petit philosophe (Las confesiones de un pequeño filósofo, 1904), traduction de l'espagnol par Isabelle Leymarie, Paris, Le Canoë, 2022
- Maria Fontain, traduction de Michèle plâa, Éditions de la Nerthe, 2015

## Azorín au cinéma
- La guerrilla (1973). Réalisateur : Rafael Gil. Acteurs: Francisco Rabal, Lola Gaos et Jacques Destoop. Coproduction: España-Francia[22].
- Badaezpada: El vecino afectuoso (2007), Réalisateur : Pello Varela. Acteurs: Txema Blasco et Rafa Martín[23].
- Saint Antoine-Marie Claret de Pablo Moreno, interprété par Carlos Cañas.